# Raining Men
Raining Men ist ein Lied der barbadischen Sängerin Rihanna aus ihrem fünften Studioalbum Loud. Die Up-tempo-Aufnahme ist ein Duett mit der Rapperin Nicki Minaj aus Trinidad und Tobago. Das Lied wurde am 7. Dezember 2010 im Digitalradio in den Vereinigten Staaten vorgestellt und nur als Download veröffentlicht.

## Hintergrund

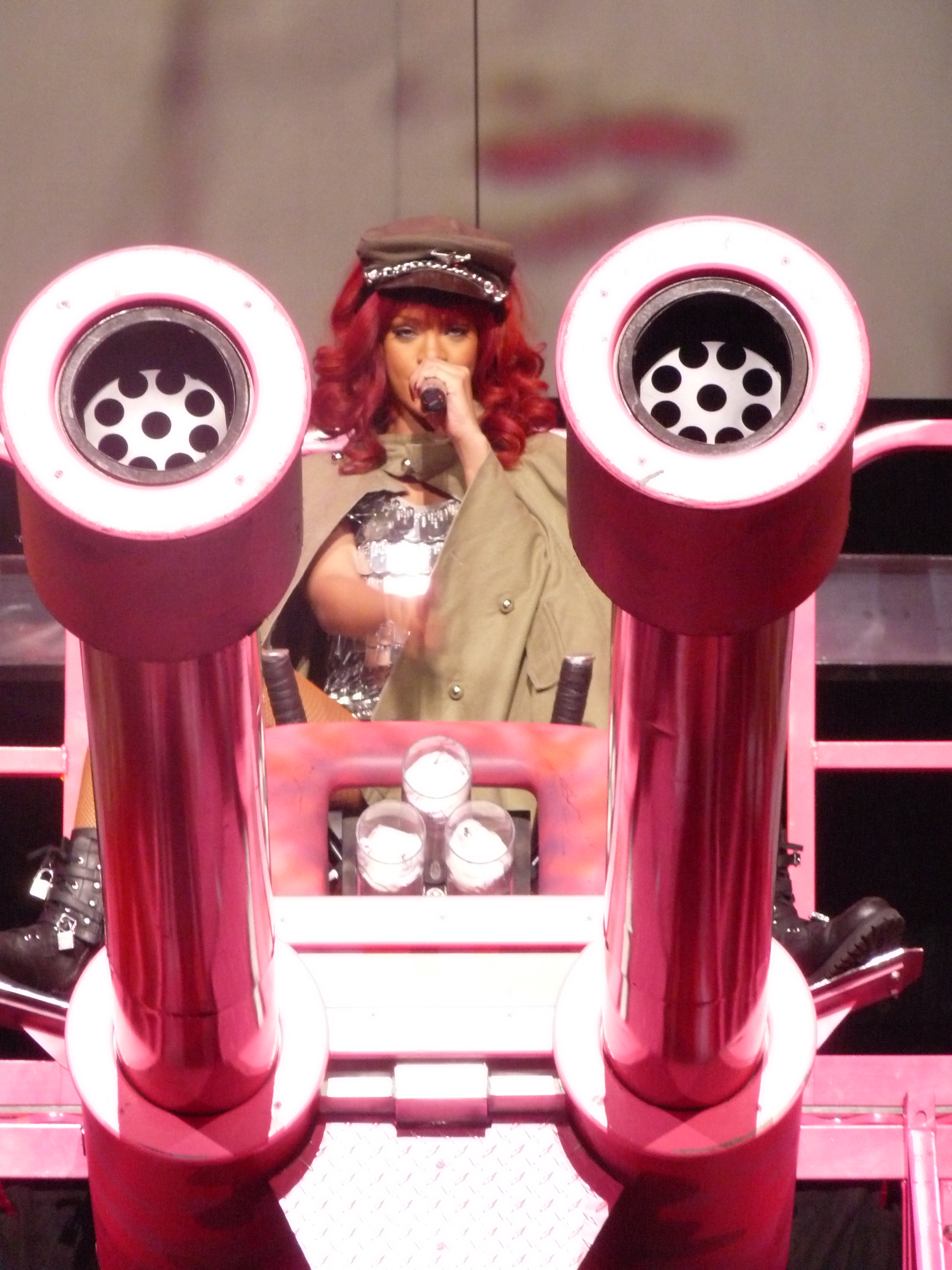
Rihanna singt „Raining Men“ auf ihrer Loud Tour in Sunrise, Florida am 14. Juli 2011.

Es handelt sich weder musikalisch noch textlich um eine Coverversion des Songs It’s Raining Men der Weather Girls von 1982. Rihanna sagte zum Lied: „a really fun song. ... No, nothing like the original. It's quite uptempo but kind of quirky and funny.“ (etwa: „ein wirklich lustiger Song. Nein, nicht wie das Original. Es ist ein ziemlicher Uptempo-Song und ein lustiges und freches Lied zugleich.“) Rihanna äußerte sich ebenfalls positiv über die Zusammenarbeit mit Nicki Minaj und deren Songwriting-Qualitäten.

## Kritik
Das Lied wurde von Musikkritikern unterschiedlich aufgenommen. Allmusic sagte, das Lied sei „unmodern“. Die Los Angeles Times sagte, dass „Cheers (Drink to That) und Raining Men kitschige Lieder und eine große Abweichung von der Rated-R-Ära seien.“ The New York Times schrieb, dass „Rihanna den mechanisierten, scheppernden Rhythmus“ von Raining Men mit Nicki Minaj teile, „wobei sie von einem endlosen Vorrat an willigen Männern singt und rappt.“ Pitchfork Media bezeichnete Raining Men als „eine schamlose Beyoncé-Kopie, die schnell vergessen sein würde, wenn sie nicht eine verdammt gute Beyoncé-Kopie wäre“. Das Spin-Magazin lobte Raining Men als das „Highlight des Albums“. BBC Music lobte Nicki Minaj als eine „hochkarätige 'Komplizin'“ bei Raining Men, ihr Flow stehe Rihannas Darbietung in nichts nach. The Guardian beschrieb das Lied als „provokatives Dancehall-Lied“. NME schrieb, das M.I.A.-ähnliche Raining Men spiele die Stärken von Rihanna wie auch Minajs aus. About.com bemerkte, Rihanna wage sich mit dem Song in Niki Minajs’ Territorium und würde dort ebenfalls gute Leistungen abgeben. The Boston Globe fiel ein von Beyoncés Diva übernommenes Riff bei dem „typisch verrückten“ Gastbeitrag Nicki Minajs auf.